# Days Go By
Days Go By és el novè disc d'estudi de la banda californiana de punk rock The Offspring. Fou publicat el 26 de juny de 2012 per Columbia Records amb la producció de Bob Rock. Fou el primer amb Pete Parada a la bateria, i fou el darrer amb la discogràfica Columbia.

## Informació
La banda va començar a treballar en el nou disc durant l'any 2009, mentre estaven de gira de promoció de Rise and Fall, Rage and Grace, amb la intenció de publicar-lo l'any següent. Holland va treballar amb Bob Rock com a productor del nou treball. Tanmateix, el llançament fou posposat en diverses ocasions mentre continuaven de gira, componien nou material i enregistrament algunes cançons. Malgrat que anunciaven a través de les xarxes socials que treballaven a l'estudi per finalitzar l'àlbum, el resultat no era prou satisfactori com per tancar la llista de cançons definitiva. Mentrestant, en els diversos concerts que anaven realitzant durant aquests mesos, aprofitaven per estrenar algunes cançons que ja tenien enllestides com per exemple «You Will Find a Way» i «It's All Good». El procés de composició i enregistrament es va allargar tres anys en sis estudis de gravació diferents (Estats Units, Hawaii i Canadà). Durant aquestes sessions van aprofitar per regravar «Dirty Magic», que va aparèixer a l'àlbum Ignition (1992), i la van incloure en el nou disc.
El 27 de març van presentar l'àlbum finalitzat malgrat que no sortiria a la venda fins al juny. El primer senzill fou la cançó homònima «Days Go By». Només tres dies després van presentar també el segon senzill «Cruising California (Bumpin' in My Trunk)», però a molts països fou presentat com el primer. Al principi de juny van estrenar els videoclips dels dos primers senzills però no van fer el mateix pel tercer, titulat «Turning Into You». En el seu lloc van realitzar un videoclip amb les cançons «Dividing by Zero» i «Slim Pickens Does the Right Thing and Rides the Bomb to Hell».
El disc fou força ben rebut per la crítica musical, ja que indicava un retorn a l'estil musical que els havia fet destacar anys enrere. L'àlbum va debutar als Estats Units en el número 12 amb 24.000 còpies venudes la primera setmana.

## Llista de cançons
Totes les cançons foren escrites i compostes per Dexter Holland. 
| Núm.          | Títol                                                          | Durada |
| ------------- | -------------------------------------------------------------- | ------ |
| 1.            | «The Future Is Now»                                            | 4:08   |
| 2.            | «Secrets from the Underground»                                 | 3:10   |
| 3.            | «Days Go By»                                                   | 4:02   |
| 4.            | «Turning Into You»                                             | 3:42   |
| 5.            | «Hurting as One»                                               | 2:50   |
| 6.            | «Cruising California (Bumpin' in My Trunk)»                    | 3:31   |
| 7.            | «All I Have Left Is You»                                       | 5:19   |
| 8.            | «OC Guns»                                                      | 4:08   |
| 9.            | «Dirty Magic»                                                  | 4:00   |
| 10.           | «I Wanna Secret Family (With You)»                             | 3:02   |
| 11.           | «Dividing by Zero»                                             | 2:22   |
| 12.           | «Slim Pickens Does the Right Thing and Rides the Bomb to Hell» | 2:36   |
| Durada total: | Durada total:                                                  | 42:50  |

## Posicions en llista
| Llista (2012) | Posició |
| ------------- | ------- |
| Alemanya      | 5       |
| Austràlia     | 7       |
| Canadà        | 4       |
| França        | 18      |
| Estats Units  | 12      |
| Japó          | 7       |
| Espanya       | 22      |
| Regne Unit    | 43      |

## Personal

### The Offspring
- Dexter Holland – cantant, guitarra rítmica, guitarra principal a "Dirty Magic"
- Noodles – guitarra principal, veus addicionals
- Greg K. – baix, veus addicionals
- Pete Parada – bateria (cançons 4, 9, 11 i 12)

### Músics addicionals
- Josh Freese – bateria (cançons 1, 2, 3, 5, 6, 7, 8 i 10)
- Todd Morse – veus addicionals
- Jamie Edwards – teclats (cançons 1, 3, 6 i 7)
- Jon Berry – veus addicionals (cançó 2)
- Dani and Lizzy – veus addicionals (cançó 6)
- Mariachi Sol de Mexico de Jose Hernandez – banda mariatxi (cançó 8)
- Carlos Gomez – guitarra addicional mariatxi (cançó 8)
- Ronnie King – teclats (cançó 8)
- DJ Trust – turntablism (cançó 8)

### Altres
- Bob Rock – productor, mescles, enginyeria
- Eric Helmkamp – enginyeria
- Steve Masi – guitarra
- Ted Jensen – masterització
- Deadskinboy Design – direcció artística, disseny, portades
- Firebox – il·lustracions
- Charley U. Elmaga – fotografia